# Osservatorio Air Force Maui Optical and Supercomputing
| 8721 AMOS          | 14 gennaio 1996   |
| 9651 Arii-SooHoo   | 7 gennaio 1996    |
| 10193 Nishimoto    | 8 agosto 1996     |
| 10863 Oye          | 31 agosto 1995    |
| 11104 Airion       | 6 ottobre 1995    |
| 12426 Racquetball  | 14 novembre 1995  |
| 12443 Paulsydney   | 15 marzo 1996     |
| 13168 Danoconnell  | 6 dicembre 1995   |
| 14942 Stevebaker   | 21 giugno 1995    |
| 27870 Jillwatson   | 12 novembre 1995  |
| 31000 Rockchic     | 11 novembre 1995  |
| 31020 Skarupa      | 17 marzo 1996     |
| 32943 Sandyryan    | 13 novembre 1995  |
| 37692 Loribragg    | 12 novembre 1995  |
| 48628 Janetfender  | 7 settembre 1995  |
| 58365 Robmedrano   | 27 luglio 1995    |
| 85386 Payton       | 26 luglio 1996    |
| 90817 Doylehall    | 1º settembre 1995 |
| 90818 Daverichards | 14 settembre 1995 |
| 90820 McCann       | 20 settembre 1995 |

L'osservatorio Air Force Maui Optical and Supercomputing (AMOS) è un'installazione Air Force Research Laboratory (AFRL) situata sull'isola di Maui. Il suo scopo è duplice: innanzitutto condurre la ricerca e lo sviluppo relativi al Maui Space Surveillance System (MSSS) e presso il Maui Space Surveillance Complex (MSSC), secondariamente sovraintendere all'attività del Maui High Performance Computing Center (MHPCC). La missione dell'AFRL di ricerca su Maui è ufficialmente chiamata AMOS. Questo termine è stato utilizzato nel settore per oltre trent'anni ed è ancora utilizzato in molte conferenze tecniche.
Il Minor Planet Center accredita AMOS per la scoperta di 62 asteroidi, effettuate tra il 1995 e il 1997.
Gli è dedicato l'asteroide 8721 AMOS.